# Eduard Vischer (Architekt)

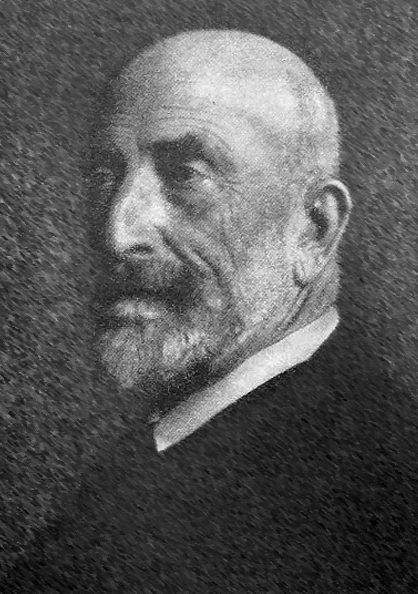
Eduard Vischer-Sarasin (1843–1929)

Eduard Vischer (* 29. September 1843 in Basel; † 11. März 1929 ebenda) war ein Schweizer Architekt.

## Leben und Werk
Eduard Vischer war ein Sohn des Philologen und Hochschullehrers Wilhelm Vischer-Bilfinger und der Emma Valerie (1813–1893). Sein älterer Bruder war der spätere Historiker Wilhelm Vischer. Ab 1851 besucht Eduard Vischer das Gymnasium am Münsterplatz. 
1859 zog die Familie in das von den Grosseltern väterlicherseits erbaute und hinterlassene Haus an der Rittergasse 31. Ab Herbst 1860 arbeitete Vischer für ein Jahr bei Christoph Riggenbach. Anschliessend war er als Privatschüler am Eidgenössischen Polytechnikum in Zürich im Privatatelier von Ernst Georg Gladbach tätig. Zudem besuchte er Vorlesungen bei Gottfried Semper und Wilhelm Lübke. Auch trat er in die polytechnische Sektion des Schweizerischen Zofingervereins ein.
Ab Herbst 1862 studierte Vischer viere Jahr an der Bauakademie in Berlin. Anschliessend arbeitete er wie viele seiner Schweizer Architektenkollegen im Architekturbüro von Louis-Frédéric de Rutté in Mülhausen. Vischer war u. a. befreundet mit Gerold Meyer von Knonau, Johann Rudolf Rahn sowie mit den Architekten Eduard Fueter (1845–1901), Max Alioth (1883–1968), Heinrich von Geymüller, Ernst Georg Jung, Johann Merzenich, Franz Schwechten und Paul Wallot.
In Paris besuchte Vischer für ein Jahr an der École nationale supérieure des beaux-arts den Unterricht beim Architekten Georges-Ernest Coquart (1831–1902). Danach unternahm er zusammen mit dem aus Neuenburg stammenden Architekten Paul-Auguste de Pury eine fast einjährige Studienreise nach Italien und Griechenland.

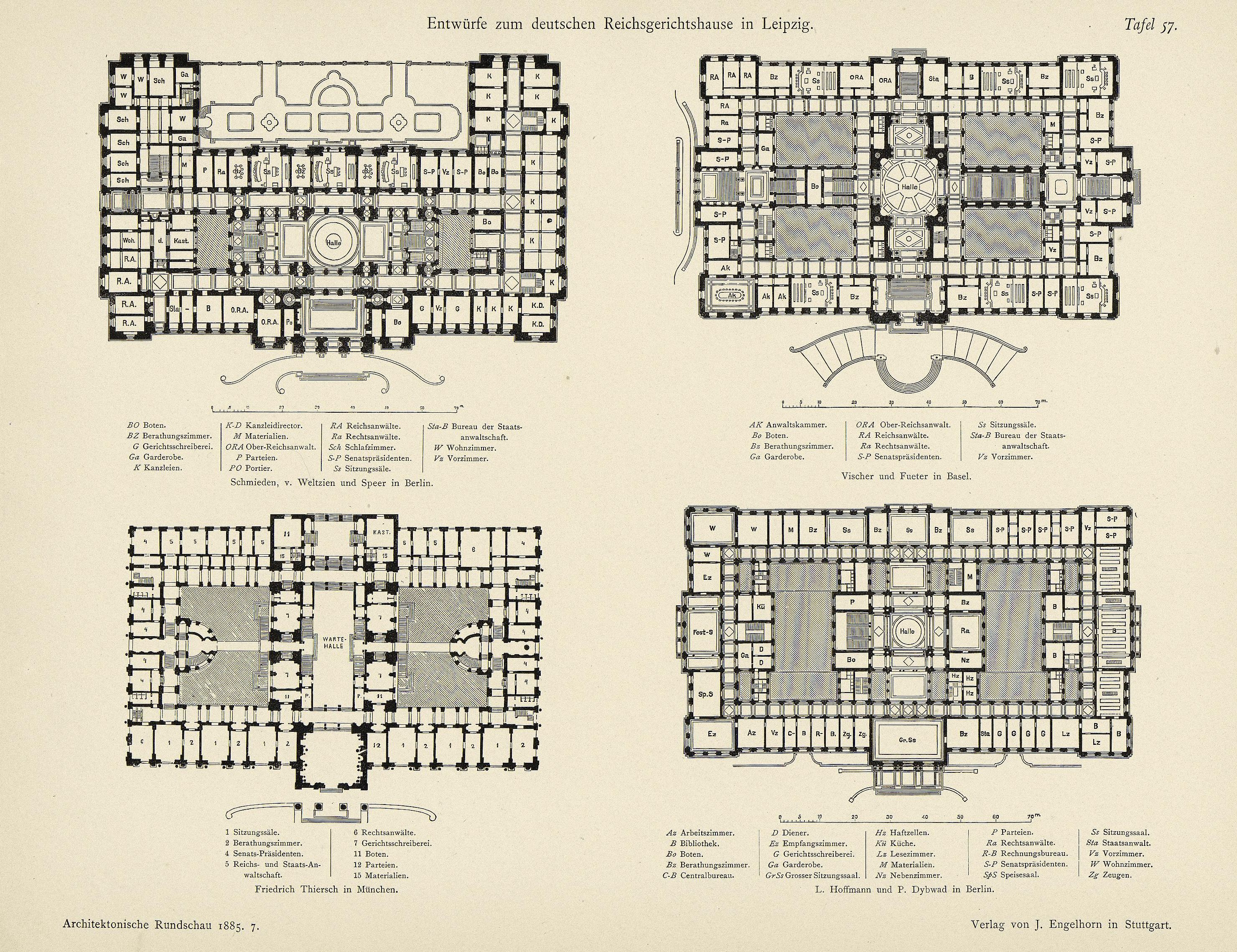
Alternativentwürfe zum Reichsgericht in Leipzig

Nach einem kurzen Aufenthalt in England kehrte Vischer 1869 nach Basel zurück, wo er in der väterlichen Hauskapelle an der Rittergasse ein Architekturbüro einrichtete. 1879 baut er sich an der «Langen Gasse» in Basel sein eigenes Haus mit den dazu gehörigen Arbeitsräumen. In Folge zahlreicher Aufträgen gründete Vischer zusammen mit Eduard Fueter das Architekturbüro Vischer & Fueter in Basel. Zusammen führten sie eine Reihe von monumentalen Privathäusern und öffentlichen Gebäuden aus, so das Seevogelschulhaus, das Frauenspital und verschiedene Bauten für das Gas- und Wasserwerk. Hinzu kam die Bebauung einer Reihe von Strassen, namentlich im St. Alban. Vischer war während Jahrzehnten im Verwaltungsrat der Basler Versicherungsgesellschaften und hatte als Architekt die Bauleitung für deren Gebäude, u. a für das Verwaltungsgebäude der Basler Lebensversicherung am Aeschenplatz.
Vischer und Fueter nahmen an zahlreichen Wettbewerben teil. So wurde ihr Wettbewerbsentwurf für den Umbau und die Erweiterung des Rathauses mit dem ersten Preis ausgezeichnet. Bei dem Wettbewerb für das Reichsgerichtsgebäude in Leipzig erlangten sie bei 100 Mitbewerbern, den dritten Preis.

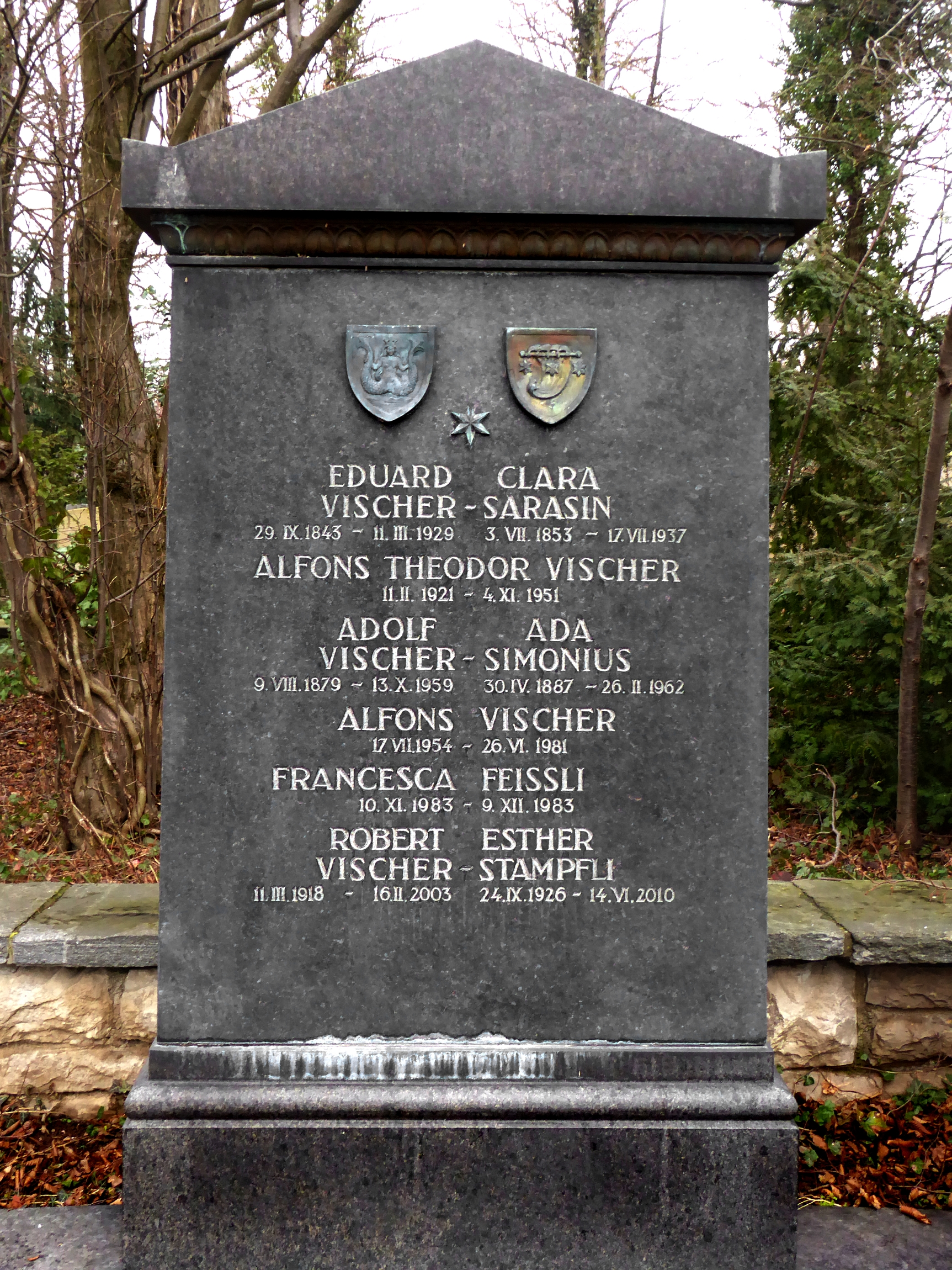
Familiengrab, Friedhof am Hörnli

Vischer gründete die Sektion Basel des Schweizerischen Ingenieur- und Architektenvereins (SIA). Als 1901 Fueter starb, arbeitete Vischer bis 1906 alleine. 1907 trat sein Sohn Ernst Vischer und 1912 Paul Vischer, ein weiterer Sohn, in die Firma ein. Fortan nannte sich diese E. Vischer und Söhne E. & P. Vischer. Zusammen bauten sie u. a. das 1918 eröffnete Museum für Völkerkunde. 1923 überliess Vischer die Firma seine Söhnen.
Als Vizepräsident und später als deren Präsident gehörte Vischer seit deren Gründung der eidgenössischen Landesmuseumskommission an. Als das Landesmuseum die Verwaltung des Schlosses Wildegg übernahm, konnte Vischer dieses für den neuen Besitzer umbauen und einrichten.
Vischer war von 1878 bis 1914 als Vertreter der liberalkonservativen, später liberalen Partei Mitglied im Basler Grossen Rat. Ferner war er Mitglied des Städtischen Brunn- und Bauamtes und wirkte in verschiedenen Kommissionen als Bausachverständiger bei der Erarbeitung von Gesetzen. Als Vertreter des Baugewerbes trat er in die Zunft zu Spinnwettern ein. Zudem gehörte Vischer lange Jahre der Kommission der Gesellschaft für das Gute und Gemeinnützige Basel an und war Vorstandsmitglied der Akademischen Gesellschaft. Vischer gründete und leitete die Handwerkschulen, die später vom Staat als Gewerbeschule übernommen wurde. Er bekleidete den militärischen Rang eines Majors und war langjähriger Kommandant des früheren Landwehrbataillons 54.
Eduard Vischer heiratete 1872 Clara Amalia Sarasin geborene Sarasin (1853–1937), die Tochter aus zweiter Ehe des Felix Sarasin (1797–1862). Ihre Schwester Emma (1857–1913) war mit Isaak Iselin-Sarasin verheiratet. Fritz Sarasin war ihr Bruder. 
Das Ehepaar Vischer-Sarasin hatte zusammen acht Kinder. Die Tochter Clara (1875–1972) heiratete 1900 den Mediziner Friedrich Suter. Eduard Vischer fand seine letzte Ruhestätte auf dem Friedhof am Hörnli.